# 大マールキヤ経
『大マールキヤ経』（だいマールキヤきょう、巴: Mahāmālukya-sutta, マハーマールキヤ・スッタ）とは、パーリ仏典経蔵中部に収録されている第64経。『摩羅迦大経』（まらかだいきょう）、『五下分結経』（ごげぶんけつきょう）とも。
類似の伝統漢訳経典としては、『中阿含経』（大正蔵26）の第205経「五下分結経」がある。
釈迦が、マールキヤプッタら比丘たちに、五下分結を含む仏法を説いていく。

## 構成

### 登場人物
- 釈迦
- マールキヤプッタ --- 比丘
- アーナンダ --- 比丘

### 場面設定
ある時、釈迦は、コーサラ国サーヴァッティーのアナータピンディカ園（祇園精舎）に滞在していた。
そこで釈迦は、マールキヤプッタら比丘たちに、五下分結と四禅、更には四無色定と五上分結について説く。
アーナンダが禅定による解脱と、智慧による解脱の違いを問うと、釈迦は各人の適正によってどちらで解脱するかの違いがあるだけだと答える。
比丘たちは歓喜する。

## 日本語訳
- 『南伝大蔵経・経蔵・中部経典2』（第10巻） 大蔵出版
- 『パーリ仏典 中部（マッジマニカーヤ）中分五十経篇I』 片山一良訳 大蔵出版
- 『原始仏典 中部経典2』（第5巻） 中村元監修 春秋社